# برنج‌آباد (سرآب)
برنج‌آباد یکی از روستاهای استان آذربایجان شرقی است که در دهستان شربیان بخش مهربان شهرستان سرآب واقع شده‌است.